# Castagnola (torrente)
Il torrente Castagnola è un torrente della provincia della Spezia che nasce nel comune di Carro, transita nei comuni di Framura e Deiva Marina e sfocia nel mar Ligure. Lungo km 7,9 la superficie del bacino è di 25,07 km². L'altezza massima del bacino si può localizzare a quota 844,8 metri, in corrispondenza del monte San Nicolao. 

## Geografia
Il torrente Castagnola è formato da due bacini principali, uno che scende dalla sorgente principale del monte San Nicolao e l'altro dalla frazione di Castagnola, nel comune di Framura.
I due torrenti principali che vanno a confluire nell'alveo del Castagnola sono il torrente Mezzema, che nasce tra il monte Salto del Cavallo e il monte Pietra di Vasca e presenta una superficie di circa 6,3 km², ed il rio di Piazza, che nasce nella zona compresa tra il monte San Nicolao e il monte dei Rospi, dalla confluenza del rio della Cantoniera, del canale di Piazza, del rio della Madonna e del fosso del Maggi, con un bacino di estensione di 6,29 km². Altri rii che alimentano il torrente sono Il Framura, lo Sciona ed Il Valle Scura, tutti nel territorio comunale di Framura.
Esistono per questo torrente anche delle falde sotterranee. Questo però comporta che la frazione di Castagnola e la località di Piazza (Deiva Marina) siano soggette a due diverse frane attiva. Quella a Castagnola è monitorata dal 2003, dove in un primo momento furono usate delle fotografie satellitari. Dal 2012, per monitorare la frana in località Castagnola, furono posizionati puntatori laser per avere un costante monitoraggio della frana.